# Форбс, Элизабет Адела
Элизабет Адела Форбс, урождённая Армстронг (англ. Elizabeth Adela Forbes; 29 декабря 1859, Кингстон, Онтарио — 16 марта 1912, Ньюлин, Корнуолл) — канадская художница-постимпрессионист, крупный представитель Ньюлинской школы в Великобритании.

## Жизнь и творчество
Родилась в семье чиновника, была единственной дочерью и младшим ребёнком.
Занятия живописью поощрялись родителями Элизабет с её раннего детства. Для дальнейшего развития способностей девушка была послана для продолжения художественного обучения в Англию. Вместе с матерью она прибыла в Лондон и поселилась у дяди в Челси. Отца она больше не видела, так как он через несколько месяцев скончался в Канаде от инсульта. В 1878 году Элизабет Армстронг возвращается вместе с матерью в Канаду через Нью-Йорк, где знакомится с художниками местной «Студенческой лиги искусств» (Art Students League). В течение последующих трёх лет она берёт уроки в «Студенческой лиги», знакомясь при этом с современной европейской живописью (Милле, Бастьен-Лепаж и др.). По совету преподававшего ей Уильяма Чейза, Элизабет в 1881—1882 годах в течение пяти месяцев проходит курс в Мюнхенской академии художеств у Фрэнка Дювенека. В 1882 молодая художница — опять же по совету друзей из «лиги» — вместе св матерью приезжает в Бретань, в Понт-Авен, чтобы вступить в контакт в членами местной колонии живописцев. Рисуя портреты местных жителей, Элизабет отправляет затем нарисованное для экспозиции в лондонский Королевский институт художников-живописцев. Уже в первый день выставки все работы были раскуплены. В 1883 художница приезжает в Лондон, а в 1884 — в голландский Зандворт, где создаёт одну из своих лучших работ — «Рыбачку из Зандворта». Вернувшись в том же году осенью в Лондон, Элизабет изучает искусство графики под руководством таких мастеров, как Уолтер Сикерт и Джеймс Уистлер. Была членом Королевского общества художников-гравёров, выставляла свои графические работы галерее Гросвенор и Королевском институте акварелистов.
В 1885 году художница посещает местечко Ньюлин в Корнуолле и местную колонию живших там живописцев (Ньюлинская школа). Здесь она знакомится со своим будущим супругом, также художником Стэнхоупом Форбсом. В 1886 Элизабет вновь в Ньюлине, начиная с этого года она живёт вместе с Стэнхоупом. В 1889 году они заключают брак в местной церкви. В этом же году в Королевской академии искусств была выставлена одна из лучших картин Э.Форбс — «После школы». В 1891 году творчество художницы было отмечено медалью на Всемирной выставке в Париже. В 1893 году рождается единственный ребёнок Элизабет и Стэнхоупа — Алек (погиб во время Первой мировой войны). После того, как в конце XIX века часть художников колонии покинули Ньюлин, Элизабет и её супруг в 1899 году открывают «Ньюлинскую школу живописи», в которой преподают студентам и знакомым — с том, чтобы сохранить художественные традиции Ньюлина. В 1900 году Э.Форбс была принята в члены Королевского общества акварелистов. В 1904 она пишет книгу «Лес короля Артура» (King Arthur’s Wood), которую сопровождает своими иллюстрациями в стиле прерафаэлитов. С 1907 года художница участвует в оформлении газеты Paperchase, издаваемой местным художественным обществом. Была членом ньюлитского Художественно-драматического общества (Newlyn Artists' Dramatic Society), руководимого Перси Робертом Крафтом. Свои произведения Э.Форбс создавала как акварелью, так и масляными красками и пастелью. В некрологе на раннюю смерть художницы она была названа «королевой Ньюлина».

## Галерея
- Рыбачка из Зандворта (1884)
- После школы (1889)
- Листья
- Сбор ежевики (1912)
- В средневековом лесу (1880-е годы)
- Апрель